# Hertog Ernst-medaille (Saksen-Coburg en Gotha)
De Hertog Ernst-medaille (Duits: Herzog Ernst-Medaille) was een onderscheiding van het kleine Duitse hertogdom Saksen-Coburg en Gotha.
De ronde medaille die voor verdienste werd toegekend was, zo blijkt uit de tekst op de keerzijde, aan de kunsten gewijd. Onder Ernst II van Saksen-Coburg en Gotha werden zes verschillende medailles uitgereikt.
- De Hertog Ernst-medaille in goud
- De Hertog Ernst-medaille in zilver als halsdecoratie (1889 - 1896 met de signatuur van H. Strobel)
- De kleine Hertog Ernst-medaille. Een gereduceerde zilveren medaille met een diameter van 34 millimeter.
- De Hertog Ernst-medaille in goud als halsdecoratie.
- De Hertog Ernst-medaille in Zilver

Op de voorzijde staat het portret van de hertog met het rondschrift "ERNST II HERZOG VON SACHSEN COBURG UND GOTHA". Op de keerzijde staat boven een afbeelding van een met symbolen van kunsten beladen troon het motto "PRINCEPS MUSARUM SACERDOS" (Latijn voor "De muzen zijn de heerser heilig"). Ernst II was zeer kunstzinnig.
De troon is op de rugleuning versierd met het Saksische wapen. Op de troon liggen twee wapenschilden, een met een afbeelding van Pegasus en een met een afbeelding van een koninklijke beugelkroon. Verder zien we een geopend boek, een uil, een bloem, een hart, een bloeiende tak, een haan, een dolk, een sikkel en een ganzeveer. Rechtsonder ligt een tragisch masker.
De neef en opvolger van hertog Ernst II liet onder de naam Hertog Alfred-medaille eigen medailles slaan en uitreiken.